# Distretto di Tunxi
Il distretto di Tunxi (屯溪区S, Túnxī QūP) è un distretto della Cina, situato nella provincia dell'Anhui.